# Damer (cratère)
Damer est un cratère d'impact présent à la surface de Mercure. 
Ce cratère fut ainsi nommé par l'Union astronomique internationale en 2013 en hommage à la sculptrice anglaise Anne Seymour Damer. 
Son diamètre est de 60 km. Il se situe dans le quadrangle de Shakespeare (quadrangle H-3) de Mercure.